# 20394 Fatou
20394 Fatou è un asteroide della fascia principale. Scoperto nel 1998, presenta un'orbita caratterizzata da un semiasse maggiore pari a 3,1274820 UA e da un'eccentricità di 0,1424004, inclinata di 6,69223° rispetto all'eclittica.